# 日照国际铁矿石交易中心
日照国际铁矿石交易中心是一家位于中国山东省日照市的国际铁矿石交易中心，是中国首家同类型的交易中心。该中心的设立是中国铁矿石需求激增的必然结果，将有助于中国在国际铁矿石定价机制中发挥更大影响。
该交易中心注册资本两千万元人民币。山东万宝集团、山东华信工贸有限公司、日照中瑞集团各占30%的股份，另外还有两家企业各自出资5%。参与交易中心创立的五家公司均为日照本地民营企业。
由于经济高速发展，中国在2007年成为全球最大铁矿石进口国，中国钢铁企业铁矿石需求的一半以上需要依赖进口。2008年，中国铁矿石进口达到4亿4千4百万吨，占全球进口总量一半。